# Прошин, Василий Степанович
Васи́лий Степа́нович Про́шин (1902—1955) — начальник Главного управления по борьбе с бандитизмом МВД СССР, генерал-майор (1945).

## Биография
Получил низшее образование. С пятнадцатилетнего возраста стал работать делопроизводителем волостного исполкома в родном селе, затем был переведен в Саранский уездный исполком. С 1919 до 1920 в РККА, участник войны с белополяками. С 1920 член РКП(б) и до 1921 помощник секретаря Саранского уездного комитета РКП(б) в Пензенской губернии. С 1921 до 1928 секретарь Рузаевской уездной ЧК, уполномоченный ВЧК-ГПУ в Нижне-Ломовском, Наровчатовском, Чембарском уездах Пензенской губернии. С 1928 начальник Информационно-агентурного отделения Пензенского окружного отдела ГПУ. С 1931 до 1934 начальник Секретно-политического отдела Полномочного представительства ОГПУ по Уральской области. С 1934 до марта 1941 начальник Отделения Экономического отдела, заместитель начальника Секретно-политического отдела, начальник III-го, II-го отдела УГБ Управления НКВД по Сталинградскому краю, с марта до августа 1941 заместитель начальника Управления НКГБ по Сталинградской области, с августа 1941 до мая 1943 начальник Секретно-политического отдела Управления НКВД по Сталинградскому краю (области), также с июля 1942 до мая 1943 заместитель начальника, с 7 мая 1943 до 4 декабря 1944 начальник Управления НКВД по Сталинградской области. Уже с 1 декабря 1944 до 16 декабря 1947 заместитель начальника Главного управления по борьбе с бандитизмом НКВД-МВД СССР, затем до 4 февраля 1950 начальник Главного управления по борьбе с бандитизмом МВД СССР, после чего до 2 октября 1950 начальник Главного управления по оперативному розыску МВД-МГБ СССР. С 1 сентября 1951 до 16 марта 1953 начальник Управления МГБ по Пензенской области, затем до 31 марта 1954 начальник Управления МВД по Пензенской области и до 20 апреля 1954 исполняющий обязанность начальника Управления КГБ по Пензенской области. С июня 1954 в запасе по болезни.

## Звания
- старший лейтенант государственной безопасности, 22.08.1937;
- капитан государственной безопасности, 27.03.1939;
- полковник, 12.05.1943;
- комиссар государственной безопасности, 16.11.1943;
- генерал-майор, 09.07.1945.

## Награды
Его заслуги перед Родиной отмечены знаком заслуженного работника МВД, он награждён двумя орденами Ленина, орденами Суворова 2-й степени, Красного Знамени, Красной Звезды, «Знак Почёта», а также медалями «За оборону Сталинграда», «За победу над Германией» и другими.